# Maria Bethânia
Maria Bethânia Viana Telles Veloso (phát âm tiếng Bồ Đào Nha: [maˈɾiɐ beˈtɐ̃niɐ]; sinh ngày 18 tháng 6 năm 1946), hay còn được biết đến với nghệ danh là Maria Bethânia, là nữ ca sĩ kiêm nhạc sĩ người Brasil. Sinh ra tại Santo Amaro, bang Bahia, bà bắt đầu sự nghiệp của mình tại thành phố Rio de Janeiro vào khoảng năm 1964 với chương trình truyền hình "Opinião". Với sự thành công của chương trình trên phạm vi toàn quốc gia, cùng với việc đĩa đơn "Carcará" năm 1965 của bà được nhiều người biết đến, bà trở thành một ngôi sao ca nhạc tại Brasil.
Bethânia là em gái của ca sĩ-nhạc sĩ Caetano Veloso và nhạc sĩ Mabel Velloso, cũng như là dì của hai ca sĩ Belô Velloso và Jota Velloso. Bà đã cho ra mắt công chúng hơn 50 album phòng thu trong sự nghiệp ca hát 47 năm của mình. Bà nằm trong top 10 nghệ sĩ có album nhạc bán chạy nhất ở Brasil với con số 26 triệu đĩa đã bán ra. Bethânia được tờ tạp chí Rolling Stone Brasil xếp thứ năm trong số những giọng ca vĩ đại nhất của âm nhạc Brasil.

## Thời thơ ấu
Bethânia là người con thứ sáu trong số tám người con của ông José Telles Veloso, một nhân viên chính phủ và bà Claudionor Viana Telles Veloso, làm nội trợ. Khi còn nhỏ, Bethânia mong muốn trở thành một diễn viên, nhưng bà Claudionor vốn là một ca sĩ, vì vậy Bethânia sau này cũng tiếp nối truyền thống âm nhạc từ mẹ của mình.